# معركة إسلي
معركة إسلي هي معركة عسكرية دارت رحاها بـوادي إسلي بالقرب من مدينة وجدة المغربية في 14 أغسطس 1844، بين جيش سلطان المغرب المولى عبد الرحمن بن هشام بقيادة ابنه الأمير محمد، مدعوما بعدة قبائل مغربية منها بني يزناسن وأهل أنجاد وغيرهم. والقوات الفرنسية الراغبة بوضع حد للدعم المتكرر للسلطان المغربي للمقاومة الجزائرية واحتضانه للأمير عبد القادر.
أسفرت المعركة عن قصف الفرنسيين لميناء طنجة والصويرة موغادور، وسقوط ما يزيد عن 800 قتيل مغربي. كما ساهم ضعف التنسيق العسكري في صفوف الجيش المغربي بين الجنود النظاميين والمتطوعين في تشتت الجيش زاد من حدة ضعفه المعدات العسكرية المتهالكة التي دخل بها الجيش المغربي أرض المعركة مقارنة بالمعدات العسكرية الفرنسية المتطورة في اختلال موازين القوى بالرغم من التفوق العسكري لصالح المغرب الذي قدر ب22 ألف مقاتل. اتنتهت المعركة بانتصار الفرنسيين الذين فرضوا شروطا قاسية على المغرب، تمثلت بالتصديق على معاهدة طنجة المنبثقة من اتفاقية للا مغنية الموقعة في عام 1845 والتي نصت أبرز شروطها على اقتطاع فرنسا لبعض الأراضي المغربية والحاقها بالجزائر، فرض غرامة مالية على المغرب ومنع المغاربة من تقديم أي دعم للجزائر؛ كما كانت هذه المعركة أولى بوادر التوغل الأوروبي وإعلان الحماية الفرنسية على المغرب سنة 1912.

## الخلفية
منذ غزو الجزائر عقب حادثة المروحة عام 1830، تولى الأمير عبد القادر قيادة قبائل منطقة معسكر لمعارضة الفرنسيين عام 1832. واعتبرت المعاهدة الأولى، التي وقعها الجنرال دي ميشال عام 1834، في صالحه. في عام 1837، تم تكليف المارشال بيجو بالتوقيع على معاهدة جديدة، وهي معاهدة تافنة، والتي تطلبت من عبد القادر الاعتراف بسيادة فرنسا في شمال أفريقيا، وفي مقابل ذلك اعترفت فرنسا بسلطة عبد القادر على جزء كبير من الجزائر؛ بايلك الغرب بأكملها (باستثناء مدن وهران وأرزيو ومستغانم ومزغران)، وبايلك التيطري ودار السلطان (باستثناء مدينتي الجزائر العاصمة والبليدة)، وكذلك سهل متيجة والساحل الجزائري.
حاول سلطان المغرب عبد الرحمن بن هشام الاستيلاء على تلمسان من الفرنسيين في أكتوبر 1830. أرسل السلطان 5000 من سلاح الفرسان والمشاة. اجتاح الجنود المغاربة شوارع تلمسان وقاموا بالنهب والقتال. واضطر السلطان في النهاية إلى التراجع عنهم.
ومع ذلك، لم يتراجع عبد القادر أبدًا عن عزمه بطرد الفرنسيين من الجزائر. وتحقيقًا لهذه الغاية، طلب وحصل على دعم سلطان المغرب عبد الرحمن، حيث كان نظريًا تابعًا للسلطان المغربي، بالإضافة إلى التنازل عن المنطقة الواقعة بين وجدة ونهر تافنة. كان عبد القادر قد حشد جيشًا حقيقيًا، وفي نوفمبر 1839، أعلن، بدعم من سلطان المغرب عبد الرحمن، الحرب على فرنسا، بعد عبور الجيش الفرنسي البيبان (البوابات الحديدية).
ردا على ذلك، قام الفرنسيون حقا بالغزو المنهجي للبلاد، والذي جعله نظام ملكيّة يوليو سببا للفخر الوطني والبطولة العسكرية. كان هذا الفتح من عمل توماس بيجو، الذي تم تعيينه حاكمًا في عام 1840. وشهد عبد القادر عاصمته مدمرة في طاقين في عام 1843 بعد معركة الزمالة وأُعيدَ إلى الصحراء. ثم لجأ إلى المغرب، لكن في الوقت نفسه، هُزم جيش السلطان عبد الرحمن في إسلي، بينما قصف الأسطول الفرنسي موانئ طنجة وموكادور. وبعد ثلاث سنوات من حرب العصابات، استسلم عبد القادر لـِلاموريسيير عام 1847.

## المعركة
في 6 أغسطس، تعرضت طنجة لقصف من السفن الفرنسية بقيادة فرانسوا أورليان، ابن ملك فرنسا، لويس فيليب الأول.
وبعد أن جمع القائد العسكري الفرنسي جميع قواته المكونة من 11,000 رجل، سار نحو المعسكر المغربي المقام في الجرف الأخضر، على بعد مسافة قصيرة من وجدة، على الضفة اليمنى لنهر إسلي. توجه ابن السلطان وخليفته سيدي محمد لملاقاة القوات الفرنسية، على طريقتهم القتالية التقليدية. إذ كان هذا الجيش يفتقر إلى التنظيم والتسلح بسلاح المدفعية وفرق المشاة، فاقتصرت قوته الأساسية على عناصر الفرسان. إذ اعتمدت السرايا المشكلة أساساً من مقاتلين لا يتجاوز عدد السرية الواحدة ثلاثين مقاتلا على المهاجمة الاندفاعية لندها.
عند الفجر، وعندما رأى السلطان تقدم الجيش الفرنسي، أرسل سلاح الفرسان المغربي بعدد يتراوح بين 20,000 إلى 25,000 من الفرسان. لم تنجح هذه التهمة في إجبار خطوط الرماة، وسرعان ما تم فصلها إلى قسمين بواسطة مربعات سلاح الفرسان المتقدم. ثم أخرج بوجيود سلاح الفرسان الخاص به. وقامت هذه التشكيلات، التي تشكلت على مستويات، بمهاجمة الخيالة المغربية التي كانت على يسار الجيش وتفريقها بعد أن هزمت المئات من فرسانها. هرع المستوى الأول، المكون من ستة أسراب من الصبايحية بقيادة العقيد جوزيف، إلى معسكر مغربي واستولوا على إحدى عشرة قطعة مدفعية. ولم يكن لدى رجال المدفعية المغاربة الوقت الكافي لإعادة التحميل.
وتفرق المشاة المغاربة في الوديان حيث لم يتمكن سلاح الفرسان الفرنسي من ملاحقتهم. وبينما كان الصف الأول يتقدم نحو المعسكر، تحرك الثاني بقيادة العقيد موريس من جانب الخيالة المغربية التي كانت على اليمين، لقد كان مسعى صعبًا. وبعد أن انتهى الأمر، ركز الجيش الفرنسي على معسكر المغاربة، وسرعان ما انطلق في مطاردتهم لمنعهم من التجمع.
انهزم الجيش المغربي سريعاً وسُحق من طرف مدفعية فرنسا في لحظة خاطفة. ويعتبر سبب الهزيمة الأول الجهل المطلق للتفوق العسكري الفرنسي التي إحتلت الجزائر، واعتماد الجيش المغربي على قوات تقليدية.

## نتائج
تمثلت النتائج المباشرة للمعركة 
- إغتنم الجيش الفرنسي إحدى عشرة قطعة مدفع، وثمانية عشر علمًا،
- جميع خيام الجيش المغربي، بما في ذلك خيام سيدي محمد، مفروشة بأرقى المقتنيات، بالإضافة لمؤن من جميع الجند.
- بلغت خسائر الجيش المغربي 800 قتيل.
- تخريب عدة مدن مغربية أهمها طنجة
- إحتلال عدة مدن مغربية منها الصويرة
- عقد معاهدة طنجة في 10 أيلول 1844 والتي نصت على تخلي السلطان عن حماية الأمير عبد القادر.
- عقد معاهدة للا مغنية في سنة 1845 رسمت مع المغرب حدود النفوذ الفرنسي ومطارة السلطتين للأمير عبد القادر حتى في الأراضي المغربية.

كنتائج غير مباشرة
تعتبر هذه المعركة بداية تغلغل النفوذ الاجنبي في المغرب الأقصى وإزدياد أطماع أوروبا في المغرب